# Całe nasze życie
Całe nasze życie (fr. Toute une vie) – francusko-włoski melodramat z 1974 roku w reżyserii Claude'a Leloucha. Zdjęcia kręcono w Jerozolimie, Nowym Jorku i Turcji.
Obraz miał swoją premierę 15 maja 1974 roku w ramach pokazów pozakonkursowych na 27. MFF w Cannes. Film był nominowany do Złotego Globu za najlepszy film nieanglojęzyczny oraz do Oscara za najlepszy scenariusz oryginalny.

## Fabuła
Historia życia kobiety i mężczyzny rozgrywająca się na płaszczyźnie kilku pokoleń i całego stulecia. Akcja umieszczona została na kilku kontynentach.

## Obsada
- Marthe Keller – Sarah / Rachel, jej matka / jej babka
- André Dussollier – Simon Duroc
- Charles Denner – David Goldman, ojciec Sary / jego ojciec
- Carla Gravina – Carla
- Charles Gérard – kolega Simona
- Gilbert Bécaud – we własnej osobie
- Sam Letrone – właściciel restauracji Sam
- Judith Magre – matka Davida Goldmana
- André Falcon – prawnik
- Nathalie Courval – żona prawnika
- Annie Kerani – dziewczyna Simona
- Daniel Boulanger – generał
- Jacques Villeret – widz
- François Chalais – we własnej osobie
- Gérard Sire – pan Gérard
- Gabriele Tinti – małżonek Sary
- Élie Chouraqui – związkowiec Paul[3]